# Domaji
Domaji je naselje u Hrvatskoj u sastavu općine Sokolovca. Nalazi se u Koprivničko-križevačkoj županiji. 

## Zemljopis
Jugozapadno su Prnjavor Lepavinski i Grdak, sjeverozapadno su Vrhovac Sokolovački i Jankovac, istočno je Reka, jugoistočno je Velika Mučna, južno je Sokolovac.

## Stanovništvo
| broj stanovnika |       |       |       |       |       |       |       |       | 211   | 236   | 234   | 235   | 251   | 223   | 182   | 176   | 154   |
|                 | 1857. | 1869. | 1880. | 1890. | 1900. | 1910. | 1921. | 1931. | 1948. | 1953. | 1961. | 1971. | 1981. | 1991. | 2001. | 2011. | 2021. |